# Mörttjärnen (Malungs socken, Dalarna, 672130-138504)
Mörttjärnen är en sjö i Malung-Sälens kommun i Dalarna och ingår i Göta älvs huvudavrinningsområde. Sjön har en area på 0,112 kvadratkilometer och ligger 367,2 meter över havet.

## Delavrinningsområde
Mörttjärnen ingår i det delavrinningsområde (671696-138368) som SMHI kallar för Utloppet av Holmsjön. Medelhöjden är 391 meter över havet och ytan är 43,29 kvadratkilometer. Räknas de 8 avrinningsområdena uppströms in blir den ackumulerade arean 151,29 kvadratkilometer. Årosälven (Uvan) som avvattnar avrinningsområdet har biflödesordning 2, vilket innebär att vattnet flödar genom totalt 2 vattendrag innan det når havet efter 416 kilometer. Avrinningsområdet består mestadels av skog (57 procent) och sankmarker (15 procent). Avrinningsområdet har 10,4 kvadratkilometer vattenytor vilket ger det en sjöprocent på 23,9 procent.